# ASC Dukla
Armádní sportovní centrum DUKLA je resortním sportovním centrem Ministerstva obrany, jehož úkolem je příprava vybraných sportovců ke státní a resortní sportovní reprezentaci.

## Historie
Dne 1. října 1948 byl ustaven Armádní tělovýchovný klub (ATK), předchůdce ASC Dukla. V letech 1953 až 1956 závodili armádní sportovci pod znakem Ústředního domu armády (ÚDA). Od 1. října 1956 byl pro všechna armádní družstva zaveden jednotný název Dukla. Dříve bylo centrum řízeno Správou vrcholového a výkonnostního sportu Ministerstva obrany. Od roku 1993, kdy vznikla samostatná Armáda České republiky, se změnilo z vojenského sportovního útvaru v profesionální evropský resortní klub, jehož nejlepší sportovci-medailisté jsou vojáky z povolání. Vrcholový sport v Dukle je zaměřen na zabezpečení státní a resortní sportovní reprezentace České republiky. ASC je řízeno Sekcí správy a řízení organizací Ministerstva obrany České republiky.
V systému armádního vrcholového sportu vyrostly nejvýznamnější osobnosti československého a českého sportu. Řada z nich patřila a patří mezi světové sportovní velikány jako Emil Zátopek, Josef Masopust, Jan Železný, Štěpánka Hilgertová, Kateřina Neumannová, Roman Šebrle, Barbora Špotáková a další. Rudožlutý dres s logem Dukla nosilo 25 olympijských vítězů (1948-2018) a 6 fotbalistů (LOH 1980 Moskva), stovky mistrů světa a Evropy a tisíce mistrů republiky.
Prostřednictvím Ministerstva obrany je od roku 1991 ASC Dukla členem Mezinárodní rady vojenského sportu CISM (Conseil International du Sport Militaire). V současné době sdružuje tato mezinárodní armádní sportovní organizace 133 členských armád. CISM organizuje jednou za čtyři roky světové armádní hry, každoročně 10 - 12 mistrovství světa, cca 100-120 kontinentálních a regionálních mistrovství.
Od roku 2006 je vydáván zprvu čtvrtletník, od roku 2022 měsíčník Dukla Sport, který informuje o aktuálních úspěších armádních sportovců.

## Činnost
V současné době Armádní sportovní centrum DUKLA zabezpečuje přípravu nejlepších českých atletů, bobistů, cyklistů, kanoistů, lyžařů, moderních pětibojařů, parašutistů, sportovních střelců, sáňkařů, veslařů a vodních slalomářů.
- Dukla Praha - atletika, cyklistika dráhová , kanoistika, veslování, moderní pětiboj, orientační běh, ostatní sporty (boby, golf, jachting, karate, lukostřelba, motorismus, ragby, rychlobruslení, saně, sportovní gymnastika, sportovní lezení, travní lyžování)
- Dukla Brno - cyklistika silniční
- Dukla Liberec - volejbal, lyžování (skoky, běhy, snowbording, sjezdové lyžování)
- Dukla Prostějov - parašutismus
- Dukla Hradec Králové - sportovní střelba broková
- Dukla Plzeň - sportovní střelba kulová, ASS Dukla Plzeň
- Dukla Brandýs nad Labem - vodní slalom

V systému armádního vrcholového sportu, v příspěvkových organizacích, je rovněž zabezpečována příprava nejlepších házenkářů (Dukla Praha) a volejbalistů (Dukla Liberec)
Název Dukla používají i civilní sportovní oddíly, které dříve do tohoto systému patřily:
- FK Dukla Praha (kopaná)
- HC Dukla Jihlava (lední hokej)
- TJ Dukla Praha (plavání, šachy, šerm, tenis, turistika)[7]

V minulosti patřily do tohoto systému i další oddíly. Většinou byly přejmenovány z Dukla na VTJ (Vojenská tělovýchovná jednota) počátkem 70. let a zanikaly po roce 1990. Některé jako civilní organizace existují dál.
- basketbal: Dukla Olomouc, Dukla Dejvice
- vodní slalom: Dukla Bechyně
- lední hokej: Dukla Liberec, Dukla Hodonín, Dukla Litoměřice, Dukla Příbram, Dukla Písek (později přesunuta do Vyškova)
- box: Dukla Olomouc, Dukla Zbiroh
- kopaná: Dukla Jičín, Dukla Tachov, Dukla Tábor, Dukla Olomouc, Dukla Kroměříž, Dukla Vyškov, Dukla Hodonín, Dukla Slaný, Dukla Pardubice (Tankista Praha)
- volejbal: Dukla Kolín (1957–1966), Dukla Jihlava (1966–1969)[8]